# Chionaema carmina
Chionaema carmina là một loài bướm đêm thuộc phân họ Arctiinae, họ Erebidae.